# A vs. B
A vs. B war ein gemeinsames Musikprojekt der britischen Sängerin Grace Bowden und des DJs und Produzenten Panos Liassi.

## Hintergrund
Der größte Erfolg gelang den beiden auf dem Höhepunkt des UK Garage 1998 mit dem Track Ripped In 2 Minutes. Er wurde zunächst als White Label veröffentlicht und entwickelte sich zu einem Clubhit. Daraufhin wurde er von der britischen Plattenfirma Positiva unter Vertrag genommen. Nach der kommerziellen Veröffentlichung als Single stieg er im Mai 1998 in die britischen Charts ein.

## Diskografie
- 1997: Bad Habit
- 1998: Ripped In 2 Minutes